# Mały Powstaniec
De Mały Powstaniec (Kleine Opstandeling) is een monument ter herinnering aan de Opstand van Warschau in 1944.

## Geschiedenis
In 1946 maakte de kunstenaar Jerzy Jarnuszkiewicz een beeldje ter nagedachtenis van de opstand. Het beeld zou van een 13-jarige kindsoldaat zijn die vocht voor de Armia Krajowa onder de pseudoniem Antek. Deze jongen zou op 8 augustus 1944 om het leven zijn gekomen tijdens een actie tegen de Wehrmacht. Het beeldje werd op grote schaal geproduceerd en kwam bij honderden Polen in huis te staan. Begin 1980 gaf het stadsbestuur van Warschau de opdracht om een grote versie van het beeld te maken voor een monument in de wijk Stare Miasto, waar de opstand plaatsvond. Op 1 oktober 1983 werd het beeld door middel van een ceremonie onthuld.

## Fotogalerij

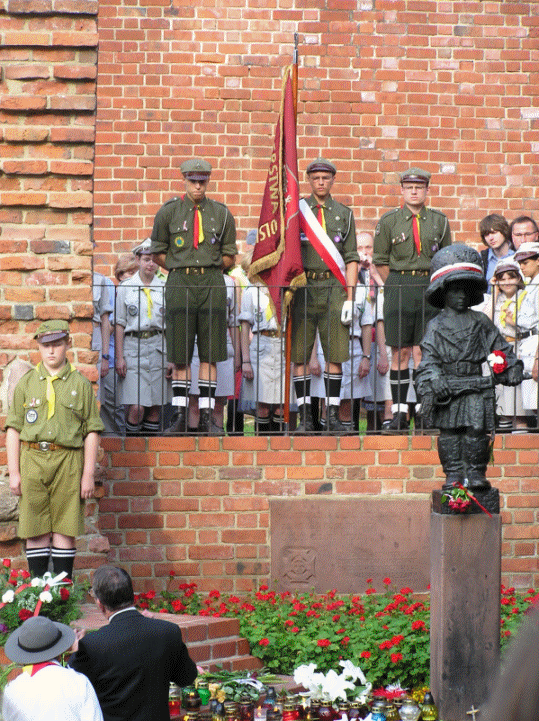
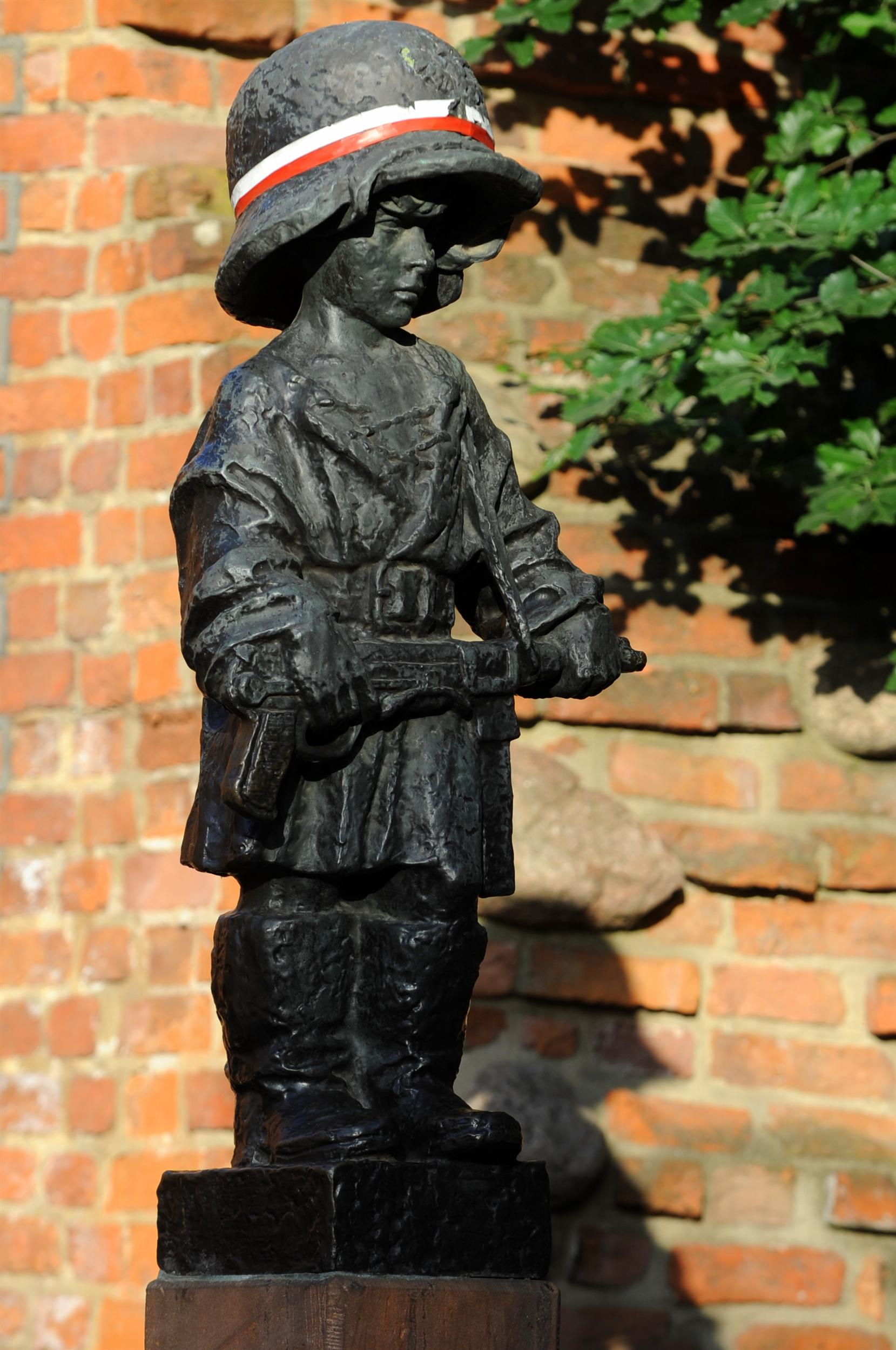
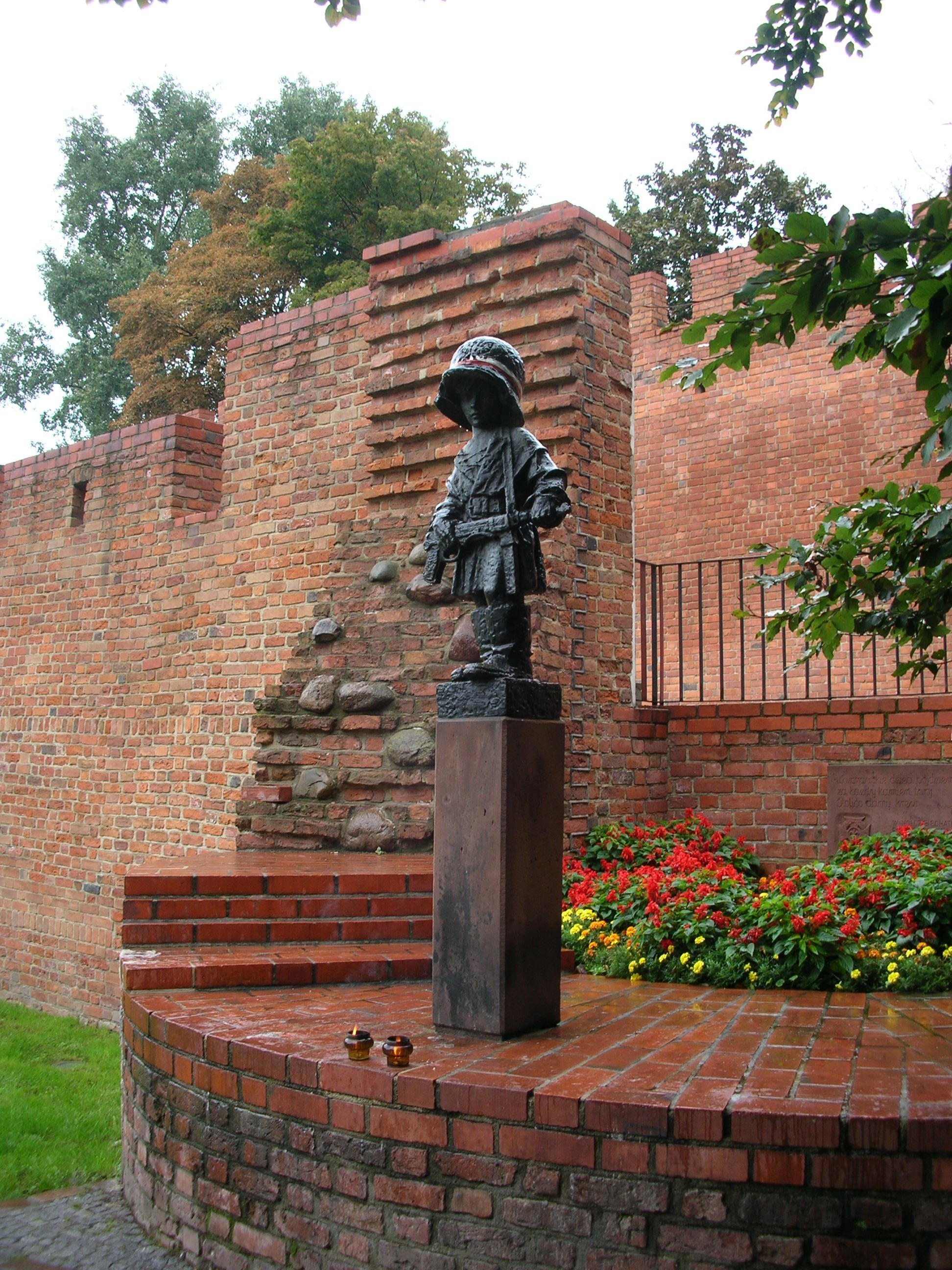